# Statens trafiksäkerhetsråd
Statens Trafiksäkerhetsråd började sin verksamhet 1949 (Kungl. brev den 20 maj 1949). Trafiksäkerhetsrådet, som var knutet till Väg- och vattenbyggnadsstyrelsen, skulle verka för trafiksäkerheten på vägar och gator genom att följa trafiksäkerhetsutvecklingen i Sverige och andra länder, bedriva forskning om trafikolyckornas orsaker med mera. 1971 övertog det då bildade Väg- och trafikinstitutet Trafiksäkerhetsrådets arbetsuppgifter varvid rådet upphörde.